# Radicaal 30
Van de in totaal 214 Kangxi-radicalen heeft radicaal 30 de betekenis mond. Het is een van de eenendertig radicalen die bestaat uit drie strepen.
In het Kangxi-woordenboek zijn er 1.146 karakters die dit radicaal gebruiken.
De vroegste vorm van dit karakter beeldt een realistische mond uit die mettertijd abstracter is geworden.

## Karakters met het radicaal 30
| Strepen | Karakter |
| ------- | --- |
| + 0     | 口 |
| + 2     | 古 句 另 叧 叨 叩 只 叫 召 叭 叮 可 台 叱 史 右 叴 叵 叶 号 司 叹 叺 叻 叼 叽 |
| + 3     | 叾 叿 吀 吁 吂 吃 各 吅 吆 吇 合 吉 吊 吋 同 名 后 吏 吐 向 吒 吓 吔 吕 吖 吗 吸 |
| + 4     | 吘 吙 吚 君 吜 吝 吞 吟 吠 吡 吢 吣 吤 吥 否 吧 吨 吩 吪 含 听 吭 吮 启 吰 吱 吲 吳 吴 吵 吶 吷 吹 吺 吻 吼 吽 吾 吿 呀 呁 呂 呃 呄 呅 呆 呇 呈 呉 告 呋 呌 呍 呎 呏 呐 呑 呒 呓 呔 呕 呖 呗 员 呙 呚 呛                                                                                        |
| + 5     | 呜 呝 呞 呟 呠 呡 呢 呣 呤 呥 呦 呧 周 呩 呪 呫 呬 呭 呮 呯 呰 呱 呲 味 呴 呵 呶 呷 呸 呹 呺 呻 呼 命 呾 呿 咀 咁 咂 咃 咄 咅 咆 咇 咈 咉 咊 咋 和 咍 咎 咏 咐 咑 咒 咓 咔 咕 咖 咗 咘 咙 咚 咛 咜 咝                                                                                           |
| + 6     | 咞 咟 咠 咡 咢 咣 咤 咥 咦 咧 咨 咩 咪 咫 咬 咭 咮 咯 咰 咱 咲 咳 咴 咵 咶 咷 咸 咹 咺 咻 咼 咽 咾 咿 哀 品 哂 哃 哄 哅 哆 哇 哈 哉 哊 哋 哌 响 哎 哏 哐 哑 哒 哓 哔 哕 哖 哗 哘 哙 哚 哛 哜 哝 哞 哟                                                                                           |
| + 7     | 哠 員 哢 哣 哤 哥 哦 哧 哨 哩 哪 哫 哬 哭 哮 哯 哰 哱 哲 哳 哴 哵 哶 哷 哸 哹 哺 哻 哼 哽 哾 哿 唀 唁 唂 唃 唄 唅 唆 唇 唈 唉 唊 唋 唌 唍 唎 唏 唐 唑 唒 唓 唔 唕 唖 唳 啄 |
| + 8     | 唗 唘 唙 唚 唛 唜 唝 唞 唟 唠 唡 唢 唣 唤 唥 唦 唧 唨 唩 唪 唫 唬 唭 售 唯 唰 唱 唲 唴 唵 唶 唷 唸 唹 唺 唻 唼 唽 唾 唿 啀 啁 啂 啃 啅 商 啇 啈 啉 啊 啋 啌 啍 啎 問 啐 啑 啒 啓 啔 啕 啖 啗 啘 啙 啚 啛 啜 啝 啞 啟 啠 啡 啢 啣 啤 啥 啦 啧 啨 啩 啪 啫 啬 啭 啮 啯 啰 啱 啲 啳 啴 啵 啶 啸 啹 |
| + 9     | 啷 啺 啻 啼 啽 啾 啿 喀 喁 喂 喃 善 喅 喆 喇 喈 喉 喊 喋 喌 喍 喎 喏 喐 喑 喒 喓 喔 喕 喖 喗 喘 喙 喚 喛 喜 喝 喞 喟 喠 喡 喢 喣 喤 喥 喦 喧 喨 喩 喪 喫 喬 喭 單 喯 喰 喱 喲 喳 喴 喵 営 喷 喸 喹 喺 喻 喼 喽 喾                                                                               |
| + 10    | 喿 嗀 嗁 嗂 嗃 嗄 嗅 嗆 嗇 嗈 嗉 嗊 嗋 嗌 嗍 嗎 嗏 嗐 嗑 嗒 嗓 嗔 嗕 嗖 嗗 嗘 嗙 嗚 嗛 嗜 嗝 嗞 嗟 嗠 嗡 嗢 嗣 嗤 嗥 嗦 嗧 嗨 嗩 嗪 嗫 嗬 嗭 嗮 嗯 嗰 嗱 嗲 嗳 嗴 嗵 |
| + 11    | 嗶 嗷 嗸 嗹 嗺 嗻 嗼 嗽 嗾 嗿 嘀 嘁 嘂 嘃 嘄 嘅 嘆 嘇 嘈 嘉 嘊 嘋 嘌 嘍 嘎 嘏 嘐 嘑 嘒 嘓 嘔 嘕 嘖 嘗 嘘 嘙 嘚 嘛 嘜 嘝 嘞 嘟 嘠 嘡 嘢 嘣 嘤 嘥 嘦 嘧 嘨 噌 |
| + 12    | 嘩 嘪 嘫 嘬 嘭 嘮 嘯 嘰 嘱 嘲 嘳 嘴 嘵 嘶 嘷 嘸 嘹 嘺 嘻 嘼 嘽 嘾 嘿 噀 噁 噂 噃 噄 噅 噆 噇 噈 噉 噊 噋 噍 噎 噏 噐 噑 噒 噓 噔 噕 噖 噗 噘 噙 噚 噛 噜 噝 器 噴 |
| + 13    | 噞 噟 噠 噡 噢 噣 噤 噥 噦 噧 噩 噪 噫 噬 噭 噮 噯 噰 噱 噲 噳 噵 噶 噷 噸 噹 噺 噻 噼 噽 |
| + 14    | 噾 噿 嚀 嚁 嚂 嚃 嚄 嚅 嚆 嚇 嚈 嚉 嚊 嚋 嚌 嚍 嚎 嚏 嚐 嚑 嚒 嚓 |
| + 15    | 嚔 嚕 嚖 嚗 嚘 嚙 嚚 嚛 嚜 嚝 嚞 嚟 嚠 嚡 嚢 |
| + 16    | 嚣 嚤 嚥 嚦 嚧 嚨 嚩 嚪 嚫 嚬 嚭 嚮 嚯 嚰 |
| + 17    | 嚱 嚲 嚳 嚴 嚵 嚶 嚷 嚸 嚹 嚺 |
| + 18    | 嚻 嚼 嚽 嚾 嚿 囀 囁 囂 囃 囄 |
| + 19    | 囅 囆 囇 囈 囉 囊 囋 囌 囍 囎 |
| + 20    | 囏 囐 |
| + 21    | 囑 囒 囓 囔 囕 |
| + 25    | 囖 |

Karakter in orakelbottenschrift
Karakter in bronsschrift
Karakter in groot zegelschrift
Karakter in klein zegelschrift